# Sympronoe parva
Sympronoe parva är en kräftdjursart. Sympronoe parva ingår i släktet Sympronoe och familjen Pronoidae. Inga underarter finns listade i Catalogue of Life.